# NAMRU-6
El NAMRU-6 (Unidad de Investigación Médica Naval-6) es un laboratorio de investigación biomédica de la marina de Estados Unidos ubicado en Lima, Perú. Establecida en 1983, su misión es identificar amenazas de enfermedades infecciosas de importancia militar y de salud pública y desarrollar y evaluar intervenciones y productos para mitigar dichas amenazas. El personal del NAMRU-6 está compuesto por un 90% de investigadores peruanos. Además de Lima, tiene sedes en Iquitos y Puerto Maldonado. El NAMRU-6 tiene como naciones asociadas a Honduras, El Salvador, Nicaragua, Venezuela, Ecuador, Argentina, Bolivia, Paraguay y Colombia.

## Historia
La idea de NAMRU-6 se originó en 1978 con el impulso de Roberto Dileo Paoli, director general de Sanidad de la Marina, quien propuso a la Marina de los EE. UU. establecer un programa de medicina tropical con participación conjunta entre los EE. UU. y las armadas peruanas. Como producto de las negociaciones, en 1983 se suscribió el "Convenio entre la República del Perú y los Estados Unidos de América" donde se disponía el establecimiento en Lima de un destacamento del Instituto de Investigación Médica Naval de la Marina de los Estados Unidos (NAMRID) con la misión de investigar enfermedades infectocontagiosas en diversas zonas geográficas del país. En 1998, el nombre de NAMRID fue cambiado por el de NMRCD (Destacamento del Centro de Investigación Médica Naval). En el año 2010, recibió el nombre de NAMRU-6.

## Misión
La misión del NAMRU-6 es:
- Desarrollar esfuerzos colaborativos de investigación con instituciones de los Estados Unidos y del país anfitrión para identificar las amenazas de enfermedades infecciosas, y determinar los métodos más efectivos para la vigilancia, prevención, diagnóstico y tratamiento contra dichas amenazas.
- Enfocar los esfuerzos de investigación en enfermedades de importancia militar e incluir aquellas que representan un riesgo significativo de salud pública para el país anfitrión, aunque no sea considerado un riesgo significativo para las fuerzas armadas de los Estados Unidos que se encuentran destacadas en la nación anfitriona.
- Proveer desarrollo sostenible de capacidades en los Ministerios de Salud de las naciones anfitrionas, así como en las universidades y en las instituciones militares a través de cursos y entrenamientos prácticos en las instalaciones del NAMRU-6.
- Asegurar cada vez que sea factible, que los investigadores de la nación anfitriona sean incluidos en el planeamiento, desempeño y publicaciones de la producción científica del NAMRU-6, de manera que se provea el más sostenible desarrollo de capacidades.